# Damernas truppmångkamp i rytmisk gymnastik vid olympiska sommarspelen 2008
Damernas truppmångkamp i rytmisk gymnastik vid olympiska sommarspelen 2008 avgjordes den 21-23 augusti.

## Medaljörer
| Gren           | Guld | Silver                                                                   | Brons |
| Damernas trupp | Ryssland Margarita Alijtjuk Anna Gavrilenko Tatiana Gorbunova Elena Posevina Darja Sjkurihina Natalia Zueva | Kina Cai Tongtong Chou Tao Lü Yuanyang Sui Jianshuang Sun Dan Zhang Shuo | Belarus Olesya Babusjkina Anastasia Ivankova Ksenia Sankovitj Zinaida Lunina Glafira Martinovitj Alina Tumilovitj |

## Final
| Placering | Gymnast | 5 band     | 5 band | 3 ringar, 2 klubbor | 3 ringar, 2 klubbor | Totalt |
| Placering | Gymnast | Poäng      | Straff | Poäng               | Straff              | Totalt |
| --------- | --- | ---------- | ------ | ------------------- | ------------------- | ------ |
|           | Ryssland Margarita Alijtjuk Anna Gavrilenko Tatiana Gorbunova Elena Posevina Daria Sjkurichina Natalia Zueva      | 17.750 (1) | -      | 17.800 (1)          | -                   | 35.550 |
|           | Kina Cai Tongtong Chou Tao Lu Yuanyang Sui Jianshuang Sun Dan Zhang Shuo                                          | 17.575 (3) | -      | 17.650 (2)          | -                   | 35.225 |
|           | Belarus Olesja Babusjkina Anastasia Ivankova Zinaida Lunina Glafira Martinovitj Ksenia Sankovitj Alina Tumilovitj | 17.625 (2) | -      | 17.275 (4)          | 0.20                | 34.900 |
| 4         | Italien Elisa Blanchi Fabrizia Dòttavio Marinella Falca Daniela Masseroni Elisa Santoni Anzhelika Savrayuk        | 17.000 (4) | -      | 17.425 (3)          | -                   | 34.425 |
| 5         | Bulgarien Tzveta Kousseva Jolita Manolova Zornitsa Marinova Maja Paunovska Ioanna Tanttjeva Tatjana Tongova       | 16.750 (5) | 0.20   | 16.800 (5)          | 0.20                | 33.550 |
| 6         | Israel Ilena Dvornichenko Katerina Pisetsky Maria Savenkov Rahel Vigdozchik Veronika Vitenberg                    | 16.050 (7) | 0.05   | 16.050 (6)          | -                   | 32.100 |
| 7         | Azerbajdzjan Anna Bitieva Dina Gorina Vafa Husejnova Anastasija Prasolova Alina Trepina Valerija Jegaj            | 16.075 (6) | -      | 15.500 (7)          | 0.05                | 31.575 |
| 8         | Ukraina Krystyna Tjerepenina Olena Dmjtrasj Alina Maksjmenko Vira Perederij Julija Slobodjan Vita Zubtjenko       | 15.975 (8) | -      | 15.125 (8)          | 0.40                | 31.100 |